# Bernard Quinquet
Pour l’article homonyme, voir Antoine Quinquet.
Bernard Quinquet, né le 17 septembre 1920 à Paris et mort le 20 février 2008, est un prêtre français, qui a consacré sa vie à l'accompagnement des jeunes et des familles.

## Biographie

### Enfance et formation
Petit-fils d’Henri Quinquet, ingénieur principal du « PLM » (Paris-Lyon-Marseille), fils de Pierre Quinquet, un architecte d’origine anglaise, et d’Antoinette Biardot, il passe son enfance, à Paris, dans le quartier de Passy, avec ses deux sœurs.
Il fait ses études à l’École Gerson, puis au Lycée Janson-de-Sailly et parallèlement, s’engage auprès des Scouts de France. De santé fragile et affaibli par un grave accident de ski, il renonce à une formation en diocèse et entame une solide formation biblique et théologique auprès des Dominicains, au Centre d’études du Saulchoir, à Étiolles. Après un an au séminaire de Versailles, il est ordonné prêtre le 28 juin 1952 à la Cathédrale Saint-Louis de Versailles.

### Principaux ministères
Le Père Quinquet commence sa mission comme aumônier de jeunes handicapés à Élancourt, dans les Yvelines, puis passe au Mesnil-Saint-Denis, à l’orphelinat Notre-Dame de la Roche. En octobre 1958, il est nommé aumônier des Sœurs de la Famille monastique de Bethléem, de l'Assomption de la Vierge et de saint Bruno à Méry-sur-Oise puis à Poligny où il restera toute sa vie. Parallèlement, il rejoint alors la Communauté sacerdotale des Frères de Foucauld.
« Pour les habitués du Monastère de Bethléem à Poligny, le Père Quinquet était à la fois un grand frère et un père plein de sagesse. » 
Cardinal Philippe Barbarin, Archevêque de Lyon

### Un engagement pour la jeunesse et les familles
À l’été 1947, le Père Quinquet perd sa sœur Annie, alors âgée de 24 ans. Il lui rend hommage dans un livre, Les Carnets d’une jeune fille : la joie d’aimer et adresse ainsi un message d’espoir à la jeunesse.
Dans les années 1960, il est appelé par la Jeunesse Étudiante Chrétienne (JEC) pour s’occuper de l’enseignement libre, puis par le Mouvement eucharistique des jeunes (MEJ) pour s’occuper des cadettes du Christ. Il organise alors des camps de vacances spirituels pour des jeunes âgés de 16 à 22 ans, en Normandie, à l’Abbaye de Blanchelande puis en Haute-Savoie, à Argentière.
Puis, développant une réflexion sur l’épanouissement dans la vie chrétienne du couple et de la famille, il s’engage alors dans les équipes Notre-Dame auprès du fondateur le Père Henri Caffarel.
« Ce sont ses petits pas de l’amour qui l’ont conduit vers l’éternité. » 
Guy Gilbert

## Ouvrage
- Carnet d’une jeune fille. La joie d’aimer, Bernard Quinquet, ed. C.E.F.A.G. (1960)